# Lachanás
Lachanás, en grec moderne : Λαχανάς, est un village historique et un ancien dème du district régional de Thessalonique, en Macédoine-Centrale, Grèce. Depuis 2010, il est fusionné au sein du dème de Langadás.
Selon le recensement de 2011, la population du dème s'élève à 2 441 habitants tandis que celle du village compte 377 habitants.